# Virgins
Virgins è il settimo album in studio dell'autore di musica elettronica canadese Tim Hecker, pubblicato il 14 ottobre 2013 da Kranky e Paper Bag Records. L'album contiene contributi di Kara-Lis Coverdale.
Virgins ha ricevuto ampi consensi dalla critica al momento della pubblicazione. In Metacritic, che assegna una valutazione normalizzata su 100 alle recensioni dei critici principali, l'album ha ricevuto un punteggio medio di 87, basato su 26 recensioni, indicando "acclamazione universale" e diventando l'album con il punteggio più alto di Hecker sul sito.
Mike Powell di Pitchfork ha elogiato l'album, affermando: "Questa è musica che beneficia di essere ascoltata ad alto  volume e / o in cuffia allo stesso modo in cui i divani sono meglio vissuti sedendocisi sopra invece di toccarne la superficie con le dita. Come molti altri album di Ben Frost (o qualcosa come The Seer degli Swans), Virgins è intriso dell'idea che nessun progresso nella società o nella tecnologia potrà mai scuotere le nostre reazioni primarie alla paura, lo stupore, la meraviglia e ciò che in un'epoca più ingenua veniva chiamata il sublime, e anche se è sbagliato pensare che l'iperserietà sia l'unico modo per colpire le persone nel loro nucleo, è comunque stimolante ascoltare..."
Philip Sherburne di Spin ha dato all'album una recensione favorevole, affermando: "Le astrazioni di Hecker non sono mai state più espressive di quanto non siano su Virgins, e i suoi contenitori non sono mai stati più irti. Il suo principale principio di composizione potrebbe provenire dal compianto filosofo Marshall Berman: Tutto ciò che è solido si scioglie nell'aria, c'è una spensieratezza squisita al centro di Virgins, il vuoto nel cuore di tutte le cose, che mordicchia inesorabilmente lontano."
Virgins è stato nominato per il 2014 Polaris Music Prize. L'album è al quinto posto nel sondaggio annuale dei critici della rivista The Wire.

## Tracce
1. Prism – 2:53
2. Virginal I – 6:16
3. Radiance – 3:22
4. Live Room – 7:02
5. Live Room Out – 2:37
6. Virginal II – 5:23
7. Black Refraction – 3:33
8. Incense at Abu Ghraib – 1:53
9. Amps, Drugs, Harmonium – 3:03
10. Stigmata I – 2:18
11. Stigmata II – 3:56
12. Stab Variation – 6:30